# Giennadij Osipow
Giennadij Wasiljewicz Osipow (ros. Генна́дий Васи́льевич О́сипов; ur. 27 czerwca 1929 w Ruzajewce) – radziecki socjolog i filozof, doktor nauk filozoficznych, profesor, członek rzeczywisty Rosyjskiej Akademii Nauk od 1991, w latach 1962–1972 prezydent Radzieckiego Stowarzyszenia Socjologicznego. Wniósł poważny wkład w opracowanie metodologicznych i teoretycznych problemów filozofii społecznej  i socjologii.

## Wybrane publikacje
- Рабочая книга социолога. М.: Наука, 1976 (редактор)
- Социология в СССР: В 2-х томах. Том 1 / Под. ред. Г.В. Осипова. - М.: Мысль, 1966.
- Социология в СССР: В 2-х томах. Том 2 / Под. ред. Г.В. Осипова. - М.: Мысль, 1966.
- Socjologia w ZSRR (Tyt. oryg.: Sociologiâ v SSSR). tł. Zbigniew Gajczyk et al. ; wybór artykułów oraz red. : G. W. Osipow. Warszawa: Państwowe Wydawnictwo Ekonomiczne, 1966. Brak numerów stron w książce 755, [1] s. : il. ; 23 cm.
- Giennadij Osipow: Podstawowe właściwości i cechy szczególne socjologii marksistowskiej. W: Socjologia w ZSRR (Tyt. oryg.: Sociologiâ v SSSR). tł. Zbigniew Gajczyk et al. ; wybór artykułów oraz red. : G. W. Osipow. Warszawa: Państwowe Wydawnictwo Ekonomiczne, 1966, s. 33-41. (pol.).